# Pitcairnia suaveolens
Pitcairnia suaveolens är en gräsväxtart som beskrevs av John Lindley. Pitcairnia suaveolens ingår i släktet Pitcairnia och familjen Bromeliaceae. Inga underarter finns listade i Catalogue of Life.